# Raymond Domenech
Raymond Domenech (phát âm tiếng Pháp: [ʁɛmɔ̃ dɔmɛnɛk]; sinh 24 tháng 1 năm 1952 tại Lyon) là cựu cầu thủ bóng đá người Pháp và hiện đang là huấn luyện viên trưởng của đội tuyển Brittany, đội bóng không được FIFA và UEFA công nhận thành viên. Domenech từng là huấn luyện viên trưởng của đội tuyển Pháp từ năm 2004 đến 2010 và giúp đội giành vị trí Á quân World Cup 2006, nhưng những thất bại ở Euro 2008 và World Cup 2010 khiến ông mất việc. Kể từ đó, Domenech không còn xuất hiện ở bóng đá đỉnh cao.

## Tiểu sử
Domenech sinh năm 1952 tại Lyon, Pháp. Ông từng thi đấu cho một số câu lạc bộ nổi tiếng như Olympique Lyonnais, Paris Saint-Germain F.C. hay FC Girondins de Bordeaux trong vai trò hậu vệ trái hoặc hậu vệ phải. Ông cũng từng được gọi vào đội tuyển Pháp.

## Huấn luyện viên

### Giải vô địch bóng đá thế giới 2006
Ngày 12 tháng 7 năm 2004, Domenech được bổ nhiệm làm HLV trưởng của đội tuyển Pháp, thay thế cho Jacques Santini khi ông này từ chức sau thất bại trước Hy Lạp ở tứ kết Euro 2004. Trước khi ngồi vào chiếc ghế nóng ở ĐTQG, thành tích nổi bật của Domenech chỉ là đưa CLB Lyon tới ngôi á quân giải vô địch Pháp Ligue 1, đồng thời đưa U21 Pháp lọt vào trận chung kết giải vô địch U-21 châu Âu năm 2002. Vì thế, ông là một hiện tượng của FFF vì đã giúp đội tuyển quốc gia tiến vào đến trận chung kết tại World Cup 2006 diễn ra ở Đức sau đó.
Ông ban đầu được FFF giao mục tiêu phải lọt vào "ít nhất" là bán kết của World Cup 2006. Tuy nhiên, Pháp đã thi đấu chật vật ở giai đoạn đầu vòng loại, mặc dù đội rơi vào bảng đấu không quá khó với các đối thủ như Ireland, Israel và Thụy Sỹ. Domenech đã phải thuyết phục Claude Makelele, Lilian Thuram và Zinedine Zidane, các thành viên thuộc "thế hệ vàng 1990" của Pháp vốn đã chia tay sự nghiệp quốc tế, quay lại để giúp đỡ đội tuyển đang gặp khó khăn ở vòng loại. Cuối cùng, Pháp đã thi đấu khởi sắc và vượt qua vòng loại với ngôi nhất bảng. Tuy nhiên, có một sự đồng thuận chung của giới truyền thông Pháp khi ấy là lực lượng đội tuyển Pháp hiện đã quá già để vô địch World Cup 2006, bất chấp sự trở lại của người được ví như "bùa hộ mệnh" của họ, Zidane.
Domenech từng hứng chịu những nghi ngờ trong cách sử dụng cầu thủ. Thay vì chọn nhân sự cho ĐTQG theo phong độ và thành tích thi đấu của cầu thủ, ông lại thích lựa những người hợp mệnh với mình theo cung hoàng đạo và chiêm tinh học. Bằng chứng là trước thềm World Cup 2006, Robert Pires bị loại thẳng tay vì mang cung Bọ Cạp, Domenech cho đó là điềm dữ nên ông nhất quyết gạt anh ta ra khỏi kế hoạch. Điều này dẫn đến việc lựa chọn Vikash Dhorasoo, người đóng vai trò quan trọng trong chiến dịch vòng loại nhưng không phải ở vòng chung kết. Quyết định loại bỏ ngôi sao của F.C. Barcelona, Ludovic Giuly và chọn Franck Ribéry, sau đó từ chối giải thích về quyết định đó, khiến nhiều cầu thủ và người hâm mộ Pháp bối rối. Domenech đã chọn Pascal Chimbonda, một cầu thủ ít tiếng tăm, không có kinh nghiệm thi đấu quốc tế, cho đội hình sang Đức. Sự lựa chọn của Domenech cho đội hình dự World Cup của Pháp đã bị chỉ trích hơn nữa khi ông tuyên bố công khai rằng Fabien Barthez sẽ được ưu tiên bắt chính ở giải thay vì thủ môn Grégory Coupet của Olympique Lyonnais. Quyết định này đã gặp phải sự dè bỉu trên báo chí Pháp và cũng dẫn đến việc Coupet rời khỏi đội tuyển quốc gia trước giải đấu, mặc dù sau đó anh đã chấp nhận trở lại. Việc ông loại hậu vệ A.S. Roma Philippe Mexès cũng gây hoang mang. Mexès đã là một hậu vệ trụ cột của A.S. Roma ngay từ khi mới gia nhập đội, nhưng anh không bao giờ được gọi lên tuyển ở các giải đấu chính thức dưới thời Domenech.
Pháp đã có một khởi đầu chậm chạp ở World Cup, hòa trước Thụy Sỹ và Hàn Quốc trước khi đánh bại đội yếu nhất bảng Togo để đi tiếp với vị trí nhì bảng. Tuy nhiên, Pháp đã hoàn toàn "lột xác" sau chiến thắng trước Togo và bắt đầu chơi thứ bóng đá kiểm soát, như đã có trong thành công tại World Cup 1998 và Euro 2000. Cùng với sự tỏa sáng của nhạc trưởng Zidane, đội đã chơi xuất sắc ở vòng đấu loại trực tiếp, trong đó bao gồm những chiến thắng ấn tượng trước Tây Ban Nha, Brazil và Bồ Đào Nha. Pháp thua trận chung kết trước Ý trong loạt sút luân lưu sau khi hòa 1-1 trong thời gian thi đấu chính thức.
Hai cựu binh thế hệ vàng 1990 được Domenech gọi lại đội tuyển là Zidane và Thuram đều được ban tổ chức bầu chọn vào đội hình tiêu biểu của giải, riêng Zidane được trao danh hiệu Quả bóng vàng cho cầu thủ hay nhất World Cup 2006 mặc dù đã nhận thẻ đỏ trong trận chung kết (việc bỏ phiếu đã được thực hiện trước khi Zidane nhận thẻ đỏ). Zidane cũng tuyên bố treo giày sau giải đấu này.

### Giải vô địch bóng đá châu Âu 2008
Vào ngày 27 tháng 8 năm 2007, huấn luyện viên câu lạc bộ Chelsea F.C. của Claude Makelele, José Mourinho, tuyên bố rằng Domenech đối xử với Makelele "như một nô lệ", vì Domenech đã triệu tập cầu thủ này để thi đấu ở vòng loại Euro 2008 mặc dù Makelele đã tuyên bố chia tay đội tuyển sau World Cup 2006. Domenech trả lời: "Chừng nào anh ta có thể đi bộ, anh ta vẫn sẽ thi đấu. Tôi có quyền chọn anh ta.". Hai trận thắng 3-0 trước Georgia và 3-1 trước Ý ở vòng loại Euro 2008 đã đưa Pháp trở lại vị trí số một trên bảng xếp hạng Elo của bóng đá thế giới.
Domenech tiếp tục gây sốc khi không triệu tập chân sút kỳ cựu David Trezeguet cho đội hình tham dự Euro 2008. Ông cũng loại những cầu thủ trẻ đang có phong độ cao như Bacary Sagna hay Mathieu Flamini để tiếp tục trọng dụng những cựu binh như Vieira, Thuram hay Makelele. Trước thềm giải đấu, ông còn tự tin tuyên bố: "Pháp sẽ lọt vào trận chung kết Euro 2008 với Đức, tôi hoàn toàn tin tưởng về điều đó. Và chúng tôi sẽ đánh bại họ để lần thứ ba đăng quang chức vô địch châu Âu". Tuy nhiên, Pháp đã bị loại sớm với vị trí bét bảng sau khi hòa Romania 0-0, thua Hà Lan 1-4 và thua Ý 0-2.
Sau thất bại ở Euro, đã có rất nhiều ý kiến cho rằng Liên đoàn bóng đá Pháp (FFF) nên sa thải Domenech. Ngay cả Zidane cũng khẳng định Domenech không đủ năng lực dẫn dắt Les Bleus. Tuy nhiên, ông vẫn tiếp tục được tín nhiệm để dẫn dắt tuyển Pháp tại World Cup 2010.

### Giải vô địch bóng đá thế giới 2010
Pháp giành vé dự World Cup 2010 chỉ sau khi đánh bại Ireland qua hai lượt trận play-off. Kết quả trận đấu lượt về đã gây tranh cãi dữ dội, khi Thierry Henry khống chế bóng bằng tay trước khi kiến tạo cho William Gallas để ghi bàn gỡ hòa 1-1.
Trong trận đấu đầu tiên của vòng chung kết World Cup, Pháp đã hòa Uruguay 0-0. Ông đã lên tiếng chỉ trích trọng tài trong trận đấu này vì làm quan trọng hóa vấn đề. Sau trận hòa với Uruguay, Zidane mô tả Domenech có vẻ đã mất kiểm soát tình hình đội bóng, lí do vì ông đã cho cầu thủ đang có phong độ cao Florent Malouda ngồi dự bị chỉ vì một cuộc cãi vã trước trận. Tiếp nối sau trận hòa đó là thất bại 0-2 trước Mexico, trong thời gian giải lao giữa hiệp, tiền đạo Nicolas Anelka được cho là đã lăng mạ Domenech khi ông trách cứ màn trình diễn mờ nhạt của cầu thủ này. Anelka đã bị FFF đuổi khỏi đội vào ngày hôm sau. Một ngày sau khi Anelka bị đuổi, đội trưởng Patrice Evra và trợ lý thể lực Robert Duverne đã có một cuộc xung đột gay gắt trên sân tập khiến Domenech phải can ngăn Duverne; các cầu thủ sau đó đã phản đối việc Anelka bị đuổi bằng cách quay trở lại xe buýt của đội và từ chối tiếp tục luyện tập. Sau khi FFF công khai lên án nhóm cầu thủ tẩy chay này, toàn bộ đội bóng mới trở lại tập luyện bình thường mà không gặp sự cố nào nữa. Chiến dịch World Cup của Pháp đã nhanh chóng kết thúc với thất bại 1-2 trước chủ nhà Nam Phi ở lượt cuối, có nghĩa là Les Bleus kết thúc vòng bảng ở vị trí cuối bảng A mà không thắng một trận nào. Domenech thậm chí đã bị dư luận Pháp chỉ trích nặng nề hơn khi từ chối bắt tay huấn luyện viên Carlos Alberto Parreira của Nam Phi sau trận đấu. Ông cũng chia tay tuyển Pháp sau giải đấu đáng quên này.